# Rhodotus palmatus
Espèce
Synonymes
- Agaricus palmatus Bull.[2]
- Agaricus phlebophorus var. reticulatus Cooke[2]
- Agaricus roseoalbus sensu Cooke[2]
- Agaricus subpalmatus Fr.[2]
- Crepidotus palmatus (Bull.) Gillet[2]
- Entoloma cookei Richon[2]
- Pleuropus palmatus (Bull.) Gray[2]
- Pleurotus palmatus (Bull.) Quél.[2]
- Pleurotus subpalmatus (Fr.) Gillet[2]
- Pluteus phlebophorus var. reticulatus sensu Cooke[2]

Rhodotus palmatus est une espèce de champignons basidiomycètes de la famille des Physalacriaceae et du genre Rhodotus. 
Rhodutus palmatus n’est pas classé en tant que champignon comestible, mais il n’est pas mortel. 
Cette espèce rare a une distribution boréale, et est connue dans l'Est de l'Amérique du Nord, en Afrique du Nord, en Europe et en Asie. Sa population en déclin en Europe a justifié sa mention sur la liste rouge des espèces menacées de champignons d'Europe. Typiquement, Rhodotus palmatus pousse sur les souches et les grumes de feuillus en décomposition. Un spécimen à maturité peut facilement être identifié par sa couleur rose et sa surface striée et veinée ainsi que sa consistance caoutchouteuse. Son développement peut conduire à des variations de taille, de forme, de couleur de la cuticule et de l'hyménium.
Les caractéristiques originales de Rhodotus palmatus ont rendu difficile la tâche des taxonomistes à se mettre d'accord sur la façon dont il devrait être classé, ce qui lui a valu une histoire taxonomique complexe et une vaste synonymie. D'abord nommé Agaricus palmatus par Bulliard en 1785, il a été reclassé en plusieurs genres différents avant de devenir Rhodotus en 1926. Le placement du genre Rhodotus dans l'ordre des Agaricales est également sujet à controverse, et le taxon lui aussi a été transféré  dans diverses familles : Amanitaceae, Entolomataceae et Tricholomataceae. Plus récemment, la phylogénétique moléculaire a permis de déterminer que Rhodotus est le plus étroitement lié à certains genres des Physalacriaceae.

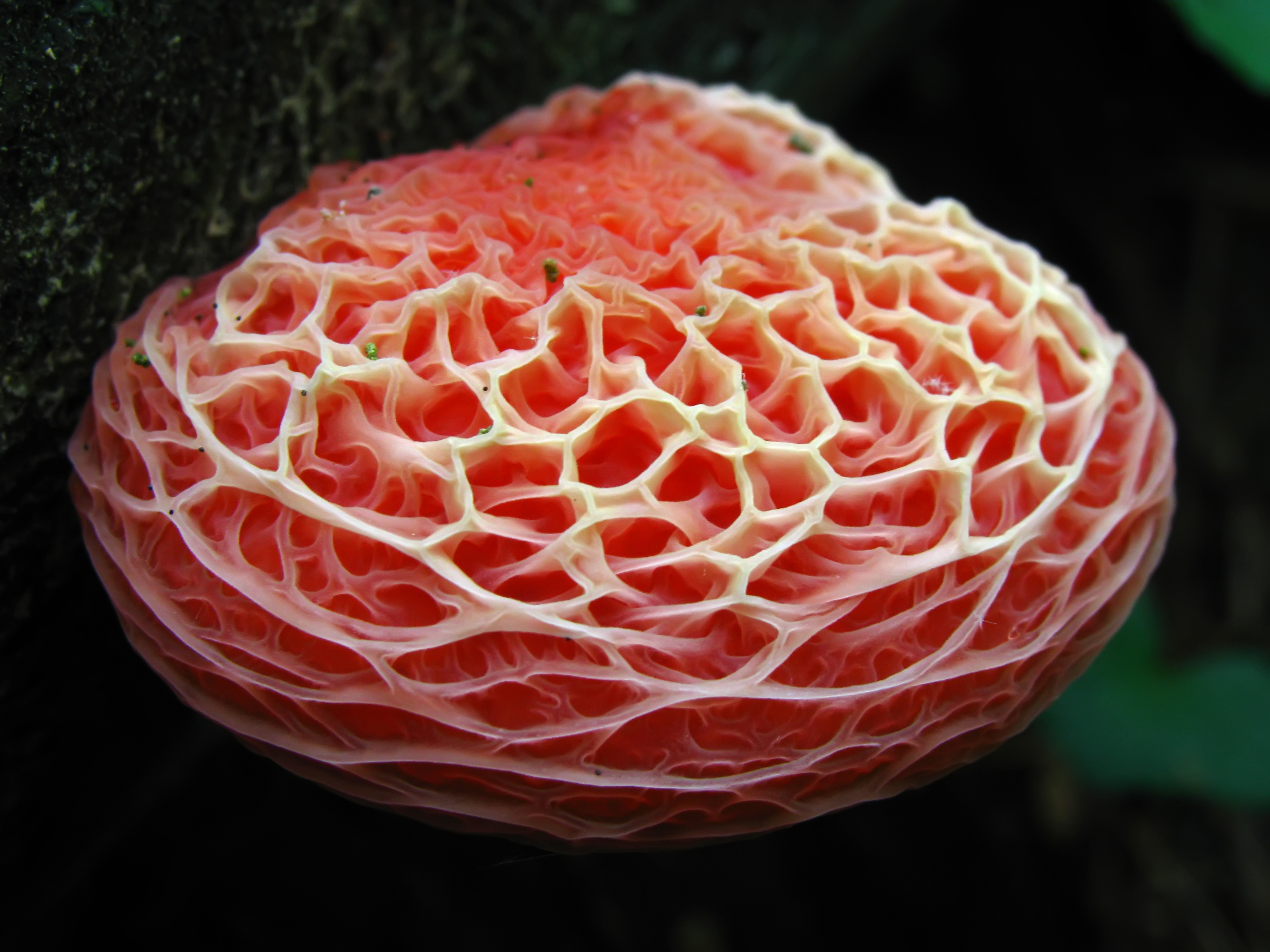
Carpophore de Rhodotus palmatus.

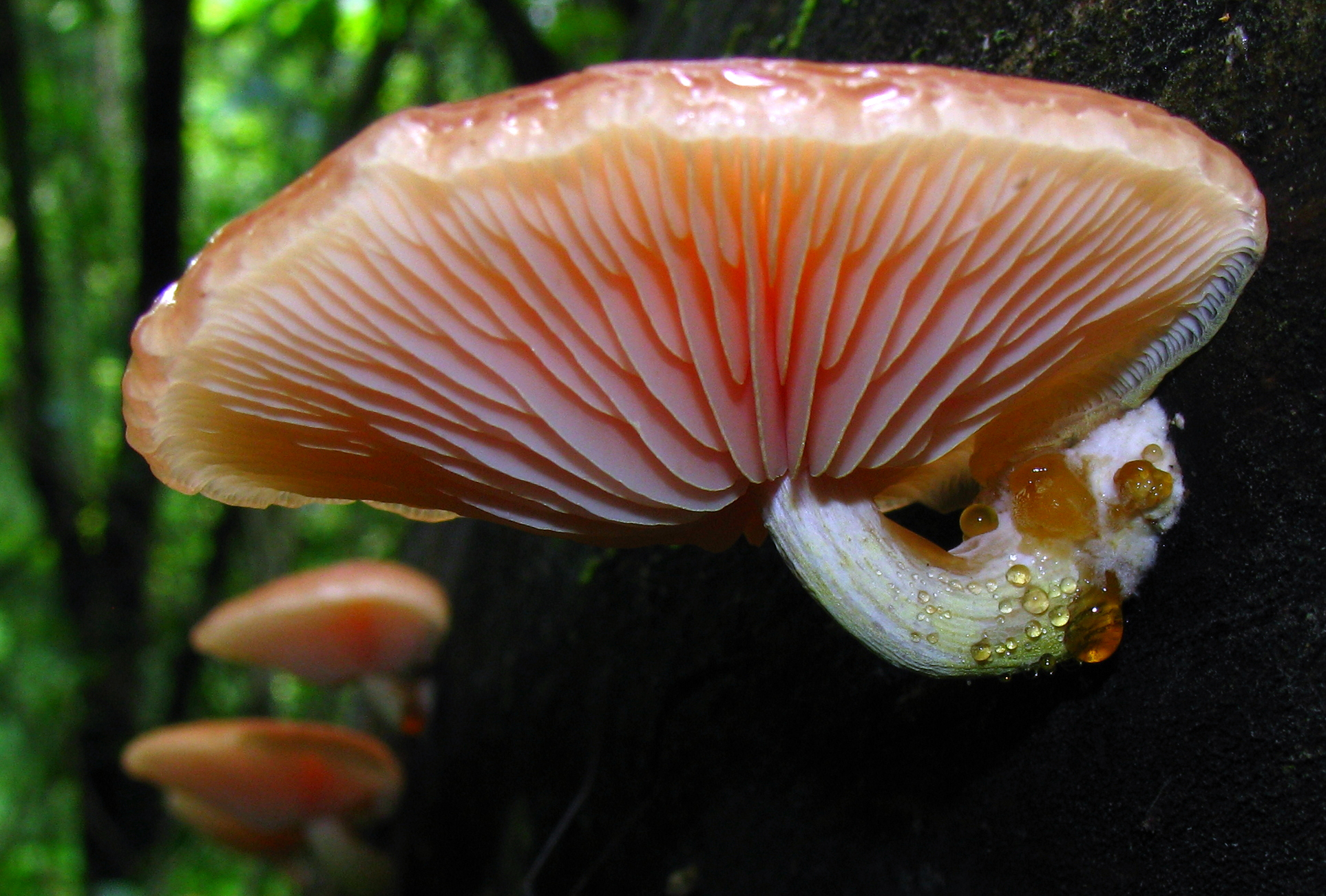
Certains lames courtes, appelées lamellules, ne se prolongent pas entièrement à partir du bord de la cuticule au stipe

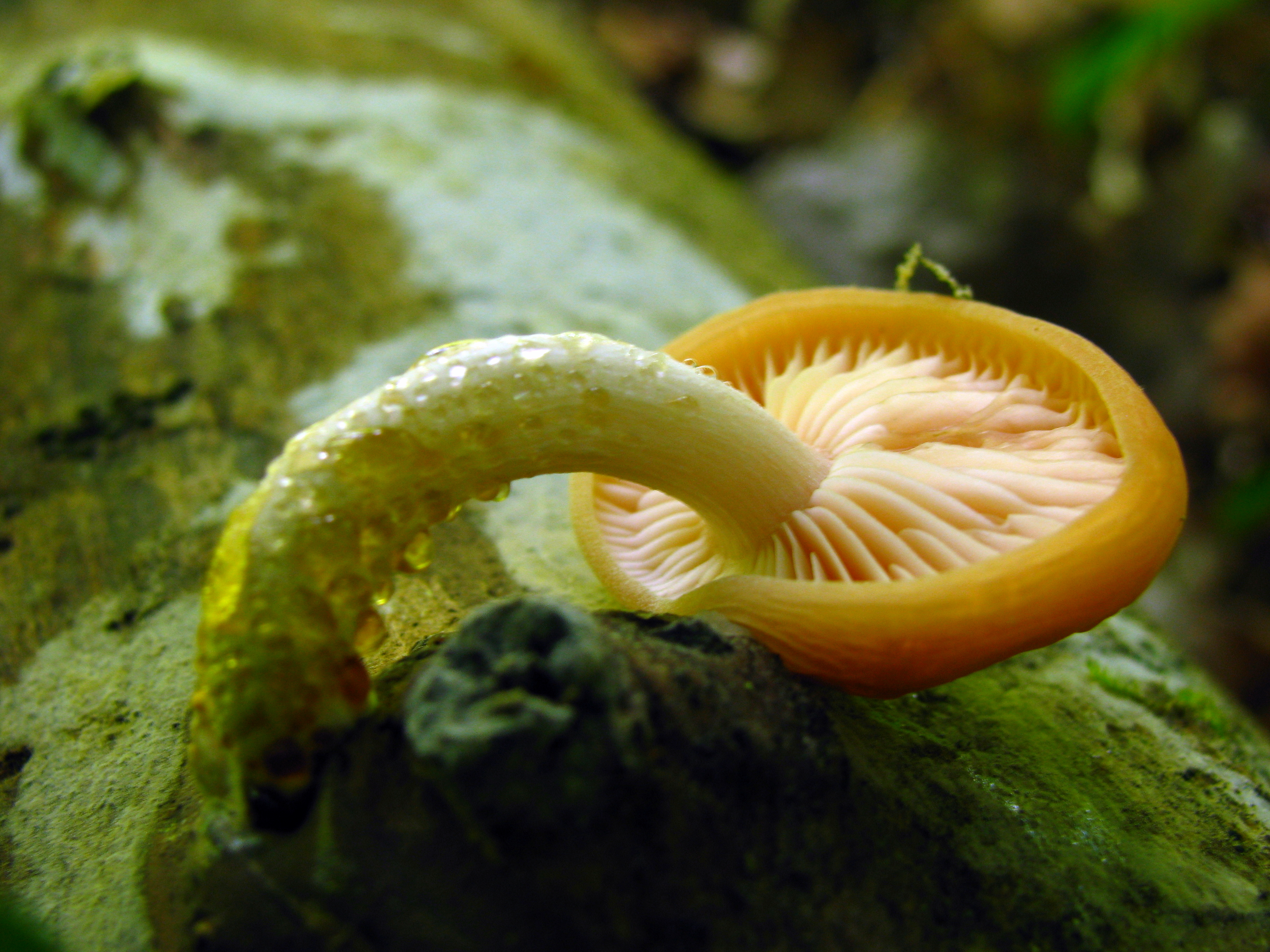
Les lamellules à la marge de la cuticule et les lames adnées attachées au stipe sont caractéristiques de 'Rhodotus

## Description
Le sporophore est composé d'un pied dépourvu d'anneau et de volve, et d'un chapeau. Le chapeau est d'abord convexe à l'état jeune, avant de s’aplatir un peu avec l'âge, et il atteint généralement une largeur de 2 à 6 centimètres. Les bords du chapeau sont involutés et la surface de la cuticule est profondément réticulée. Entre les crêtes, la couleur est variable ; selon les conditions d'éclairage pendant son développement, elle peut aller de saumon orangé au rose au rouge. La texture de la cuticule est gélatineuse, et la chair est ferme mais caoutchouteuse, et de couleur rosâtre.
Les lames sont adnées au stipe, épaisses et serrées. Certaines des lames ne s'étendent pas sur toute la distance entre la marge et le pied, plus courtes ; ces lames, appelées lamellules, forment deux à quatre groupes de longueurs sensiblement égales.
Le stipe est long de 1,5 à 3,0 cm pour un diamètre de 0,4 à 0,6 cm, généralement un peu plus épais près de la base. Comme la couleur de la cuticule, la longueur du pied est également affectée par le type de lumière reçue pendant la maturation de l'hyménophore.

## Comestibilité
Selon les sources consultées, la comestibilité des Rhodotus palmatus est généralement répertoriée comme inconnue ou non comestible. L'espèce n'a pas d'odeur distincte, et un goût amer, même si une description anticipée décrivait le goût comme «doux».[précision nécessaire]

## Activité antimicrobienne
Dans le cadre d'une étude espagnole[Laquelle ?] pour évaluer les activités antimicrobiennes des champignons, Rhodotus palmatus a été l'une des 204 espèces étudiées.  L'utilisation de procédés standards de laboratoire pour déterminer la sensibilité aux antimicrobiens, le champignon a démontré qu'il présente une activité antibactérienne modérée contre le Bacillus subtilis et une faible activité antifongique contre deux Saccharomyces cerevisiae et Aspergillus fumigatus.

## Habitat et distribution
Rhodotus palmatus est saprophage, ce qui signifie qu'il se nourrit à partir d'éléments nutritifs de la matière organique en décomposition. Il pousse dispersé ou grégaire sur des tas de feuillus moisis, tels que le tilleul, l'érable et surtout sur l'orme; en Europe, il est connu pour se développer sur marronnier. Il préfère les zones qui sont périodiquement inondées et qui reçoivent peu de soleil, comme les zones ombragées de la canopée. 
Rhodotus palmatus se développe dans la fraicheur et la météo humide, du printemps à l'automne aux États-Unis, ou de l'automne à l'hiver en Grande-Bretagne et en Europe. 
Décrit comme ayant une distribution circumboréale, Rhodotus palmatus a été signalé au Canada, en Iran, en Hongrie, en Italie,  en Pologne, en Slovaquie, au Danemark, en Suède, Norvège, en Allemagne, et dans les régions autrefois connues sous le nom de l'URSS, en Corée, au Japon, et en Nouvelle-Zélande. Aux États-Unis, il a été trouvé dans l'Indiana, et ailleurs dans l'est de l'Amérique du Nord. Bien que souvent décrit comme «rare», une étude de 1997 suggère qu'il pourrait être relativement courant dans l'Illinois.  Il a été suggéré que l'augmentation du nombre d'ormes morts, résultat de la maladie hollandaise de l'orme, a contribué à sa résurgence.

## Besoins de lumière
La lumière infra-rouge du spectre visible semble nécessaire pour le développement de sporophores de Rhodotus palmatus, contrairement à l'exigence typique de la lumière bleue nécessaire à beaucoup d'autres espèces de champignons. La fructification a lieu en présence de lumière verte, jaune ou rouge avec des longueurs d'onde supérieures à 500  nm, mais seulement quand la lumière bleue (sous 500 nm) est absente. Par conséquent, phénotypique des variations observées dans le domaine comme la taille, la forme, et une palette de couleur peut être influencée par différentes conditions de couleur et intensité de lumière. Par exemple, les spécimens cultivés en laboratoire sous la lumière verte avaient des hyménophore avec des stipes courts et droits et orange pâle, des crêtes bien développées et des creux profonds, et une apparence semblable aux spécimens trouvés dans les champs et qui poussaient sous un couvert de feuilles. Cultivées en laboratoire des échantillons sous  lumière ambre étaient orange vif, avec une réticulation moins prononcée. De même, les échantillons récoltés en automne sur le terrain, après que les feuilles sont tombées, étaient sont plus orange à orange-rose.

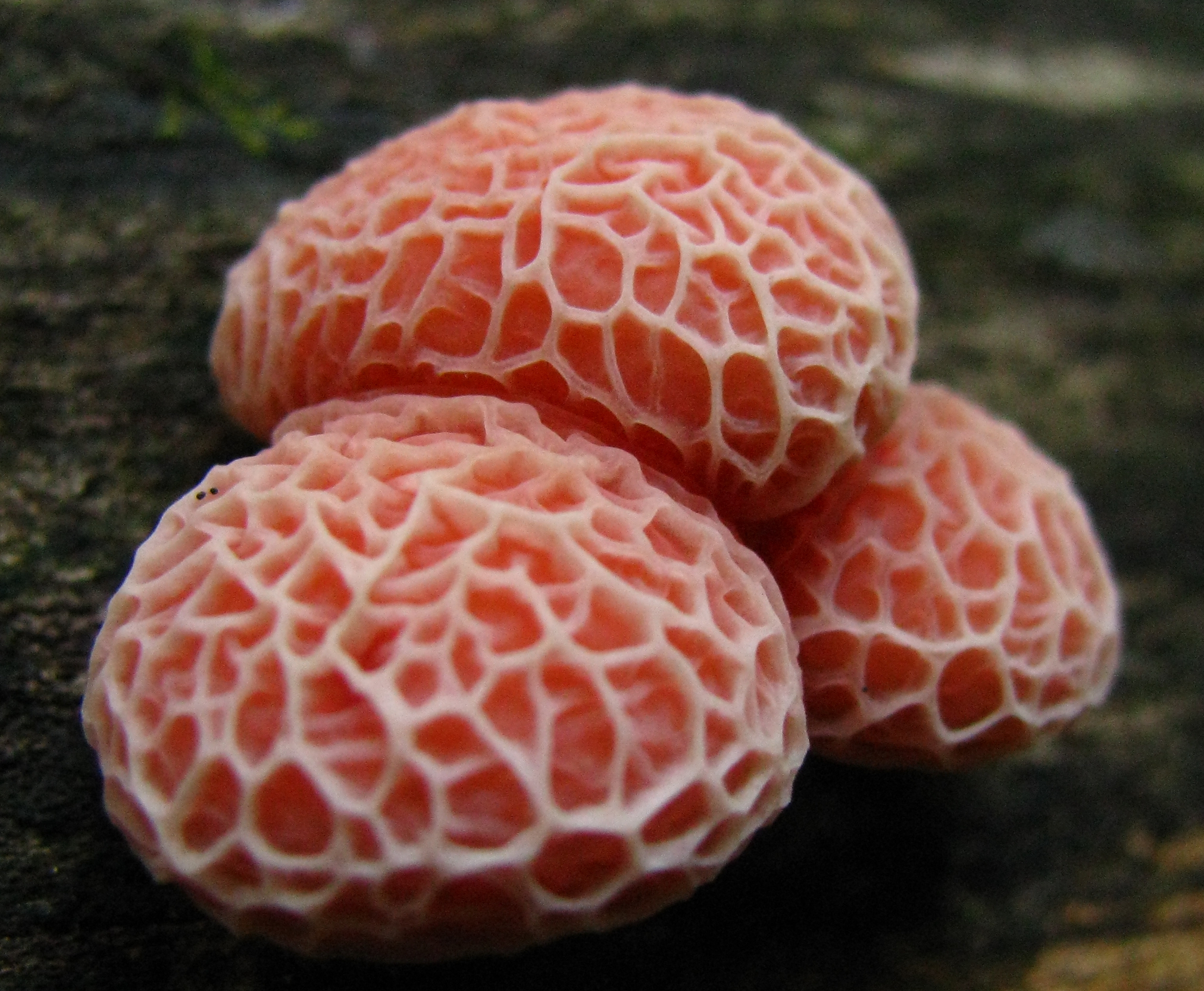
Les sporophores peuvent être grégaires et cespiteux

## Conservation
Dans les années 1980 en Europe, l'augmentation des niveaux de pollution de l'air, ainsi que le changement de l'utilisation des pratiques agricoles a coïncidé avec la baisse des populations de certains champignons. En conséquence, un certain nombre d'initiatives de conservation de champignons ont été lancées afin de mieux comprendre la biodiversité fongique, comme en octobre 2007, où 31 pays européens ont décrété une liste rouge  des espèces menacées de champignons. Rhodotus palmatus est une espèce listée comme en danger critique, en danger, ou presque menacé (ou l'équivalent) dans 12 pays européens. Dans les pays baltes, Estonie, Lettonie et Lituanie, il est considéré comme disparu ou probablement éteint. Il a est également l'une des 35 espèces de champignons qui a obtenu la protection juridique en Hongrie en 2005, ce qui en fait une infraction de le ramasser.